# Sedam svjetskih čuda
Sedam svjetskih čuda je sedam veličanstvenih čovjekovih dostignuća u arhitekturi i građevinarstvu. Kako civilizacija vremenom napreduje, tako postoji nekoliko takvih popisa.
Prvi popis svjetskih čuda sačinjen je navodno između 150. i 120. godine prije nove ere, a sačinio ga je grčki pjesnik Antipatros iz Sidona. Što ga je navelo da to učini, ne zna se. Ne zna se, štoviše, je li Antipatros poznavao građevine i skulpture na temelju vlastitog promatranja. Svih tih sedam znamenitosti bile su odabrane iz grčkog kuta gledanja, no samo jedno čudo našao je pjesnik na zemlji današnje Grčke: Fidijinog Zeusa. Tri čudesna djela bila su u Maloj Aziji: Kolos s Roda, Artemidin hram u Efesu i Mauzolej u Halikarnasu. Nešto dalji put bio je do piramida u Gizehu, a da čovjek ugleda viseće vrtove valjalo se potruditi sve do Babilona.
Čuda što su se, tako reći, nalazila ispred kućnog praga – Antipatros je izostavio: Akropolu u Ateni. Druge stvari nije mogao pribilježiti jer su već bile porušene, kao npr. Babilonski toranj. Pjesnik svojim suvremenicima nije nudio nikakve ruševine, već samo aktualne znamenitosti. To što je riječ upravo o sedam, a ne o trinaest ili dvadeset svjetskih čuda, ovisi o simboličnom značenju brojke sedam.
Kao "osmo čudo svijeta" smatrali su ljudi kasnijih godina nekoliko tuceta značajnih građevina razasutih po čitavu svijetu. Prve rekonstrukcije antičkih svjetskih čuda, punih fantazije, nastale su u vrijeme kad se Europa počela sjećati klasike. Marten de Vos (1532. – 1603.) i u njegovo vrijeme veoma slavni isusovac Athanasius Kircher, rođen 1601. u Fuldi, dali su prvi doprinos tome, a Fischer von Erlach (1656. – 1723.) približio se već nešto više stvarnosti. Vrijedna svjedočanstva naišla su tek u trenutku, kad su se arheolozi dali na posao.
Svjetska čuda antike:
1. Keopsova piramida u Gizi (oko 2550 pr. Kr.)
2. Semiramidini viseći vrtovi (Babilon, oko 600 pr. Kr.)
3. Zeusov kip u Olimpiji (oko 440 pr. Kr.)
4. Artemidin hram u Efezu (oko 550 pr. Kr.)
5. Mauzolej u Halikarnasu (oko 350 pr. Kr.)
6. Kolos s otoka Roda (oko 280 pr. Kr.)
7. Aleksandrijski svjetionik, na otoku Faru pred Aleksandrijom (oko 280 pr. Kr.)

Do danas je ostala sačuvana samo Keopsova piramida, pa današnji popis čuda izgleda ovako:
1. Eiffelov toranj (Pariz, Francuska) (1889.)
2. Kip slobode (New York, SAD)
3. most Golden Gate (San Francisco, SAD)
4. Kineski zid (Kina)
5. Aja Sofija (Istanbul, Turska)
6. Angkor Wat (Kambodža)
7. Tadž Mahal (Indija)
8. Kölnska katedrala (Njemačka)
9. Atomium    (Bruxelles, Belgija)
10. Escorial   (Španjolska)
11. Alhambra   (Granada)
12. Stolna crkva u Milanu (Italija)
13. Crkva Sv. Petra (Vatikan)
14. Akropola (Grčka)
15. Slavoluk pobjede (Pariz, Francuska)
16. Dvorac Versailles (Francuska)
17. Ronchamp (crkva od Le Corbusiera)   (Francuska)
18. Stonehenge (Velika Britanija)
19. Moskovski Kremlj (Rusija)
20. Baalbek između Libanona i Antilibanona
21. Džamija Omajada (Libanon)
22. Hram Nikko  (Japan)
23. Daibucu (orijaški Buda) (Japan)
24. Hram Borobudur (Java)
25. Sueski kanal (Egipat)
26. Abu Simbel (Egipat)
27. Mount Rushmore (SAD)
28. Cape Kennedy (Florida, SAD)
29. Chichen Itza (Yucatán)
30. Machu Picchu (Ande)

## Novih 7 svjetskih čuda
Novih 7 svjetskih čuda izabrano je 8. srpnja 2007. godine. To su:
- Kineski zid
- Koloseum u Rimu
- Taj Mahal u Indiji
- Machu Picchu
- Kip Krista Iskupitelja u Brazilu
- grad Petra
- Chichen Itza

Slijedi izbor sedam čuda prirode.